# يوردي مارا
يوردي مارا (بالألبانية: Uerdi Mara) (30 يناير 1999 بكورتشي في ألبانيا - ) هو لاعب كرة قدم ألباني في مركز الوسط.

## وصلات خارجية
- يوردي مارا على موقع اتحاد تركيا (لاعب) (الإنجليزية)
- يوردي مارا على موقع قاعدة بيانات كرة القدم.إي يو (الإنجليزية)
- يوردي مارا على موقع Soccerway.com (الإنجليزية)
- يوردي مارا على موقع عالم كرة القدم.نت (الإنجليزية)